# Kanai Ushū

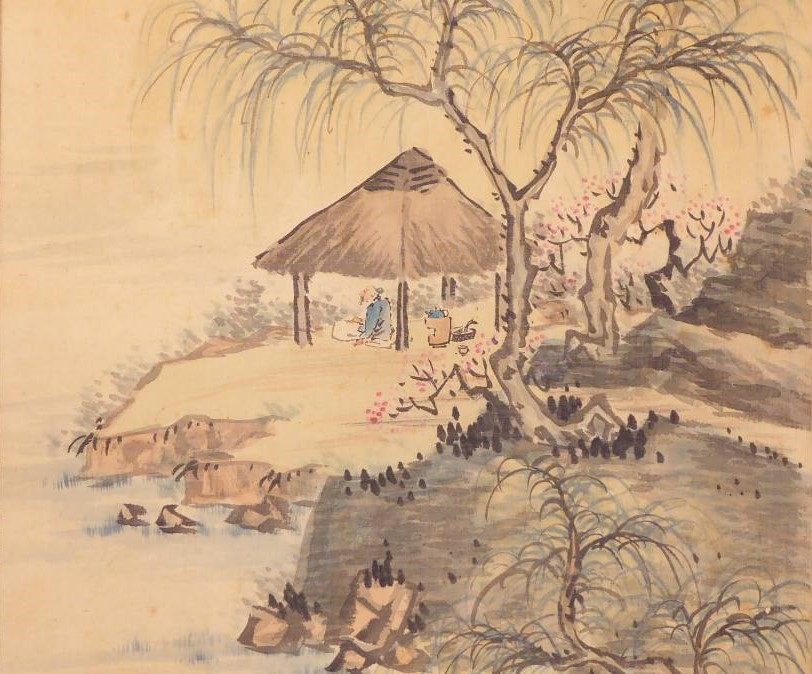
Landschaft

Kanai Ushū (japanisch 金井 烏洲, wirklicher Name: Kanai Tai (金井 泰), weitere Künstlernamen: Bantai-ō (晩泰翁), Uryū (雨笠),  Shunzanrō (春山楼), Ringaku (林学), Tochigi-ō (栃木翁), Kyūboku-ō/Kuchiki-ō (朽木翁), Hakusason-ō (白沙邨翁); geb. 1796 in der Provinz Kōzuke; gest. 8. Februar 1857) war ein japanischer Maler der Nanga-Richtung während der späten Edo-Zeit.

## Leben und Werk
Kanai Ushū wurde in der Provinz Kōzuke, der heutigen Präfektur Gumma, geboren. Er studierte schon früh Malerei unter Haruki Nanko (春木南湖; 1759–1839), reiste dann 1816 reiste nach Edo und studierte dort die konfuzianischen Klassiker unter Asagawa Zen’an (朝川善庵; 1780–1846) und Dichtkunst unter Kikuchi Gozan (菊地五山; 1796–1846) und Koga Dōan (古賀侗庵; 1788–1847). Er bildete sich unter Tani Bunchō weiter und gehörte der Dichtergesellschaft „小不朽吟社“ (Shōfukuyūin-sha) des Mönchmalers und Poeten Unshitsu (雲室; 1753–1827) an. Kanai befasste sich auch mit der frühen chinesischen Malerei.
Kanai bereiste 1833 die westlichen Provinzen und wurde bekannt mit der Gruppe des Rai San’yō (1780–1832). Er war ein vehementer Verfechter der Wiederherstellung der Position des Tennō und beeinflusste seinen Schüler Tazaki Sōun (1815–1898) in dieser Weise. 
Zu Kanais repräsentativen Werken gehören „月ケ瀬探梅図鑑“ (Tsukigase tambai zukan), „赤壁夜遊図“ (Sekiheki yayū-zu, Abendvergnügen am Roten Kliff) und „榛名富士図“ (Haruna Fuji-zu, Berg Fuji bei Haruna). Er war auch der Autor von Werken, die sich mit den Prinzipien der Malerei befassen, wie „無声詩話“ (Museishiwa) und Museishisho. 1940 gab die Ushū-Gesellschaft (烏洲会) einen Band mit Ushūs Essays, „烏洲先生遺稿“ (Ushū sensei ikō), heraus.

## Bilder

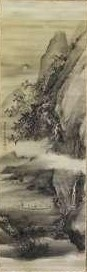
Abend am Roten Kliff
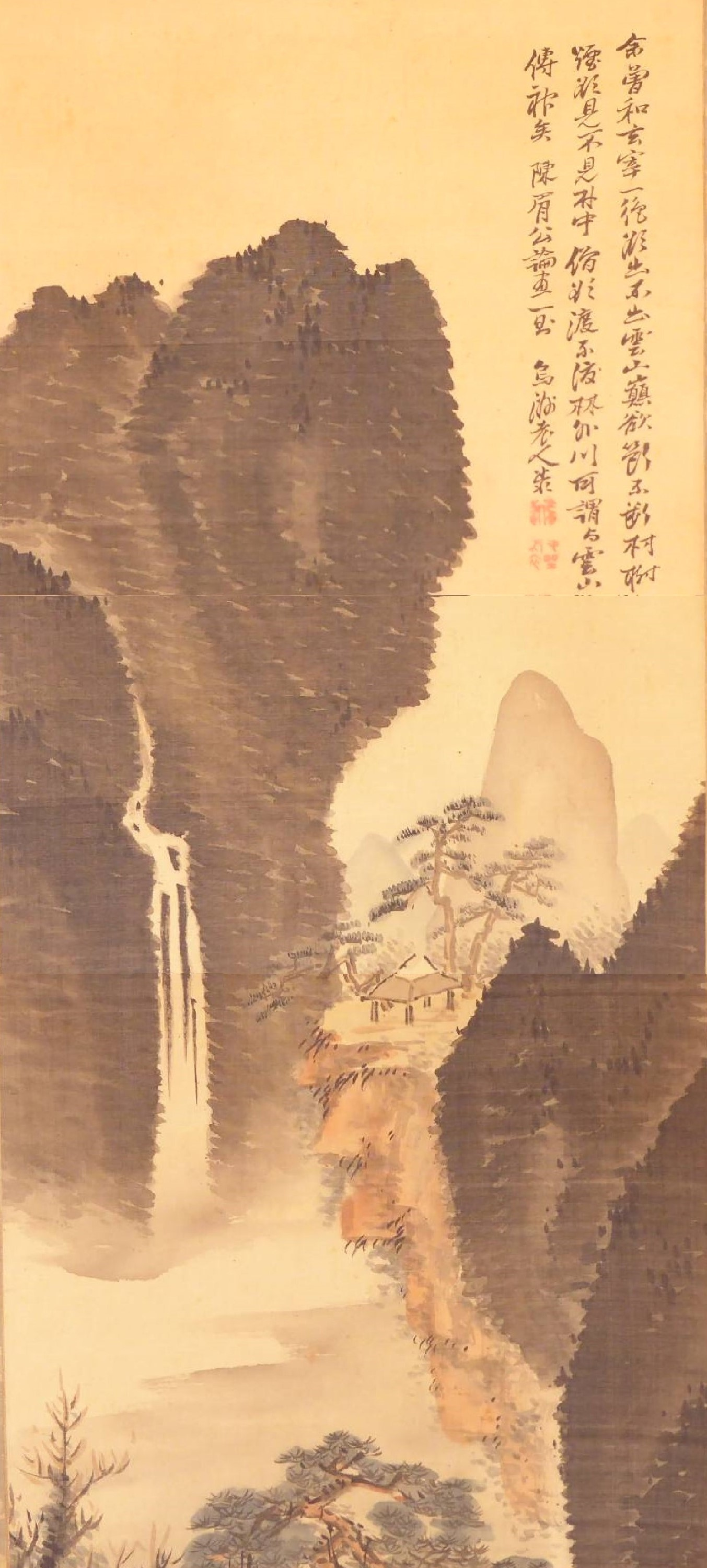
Landschaft 1
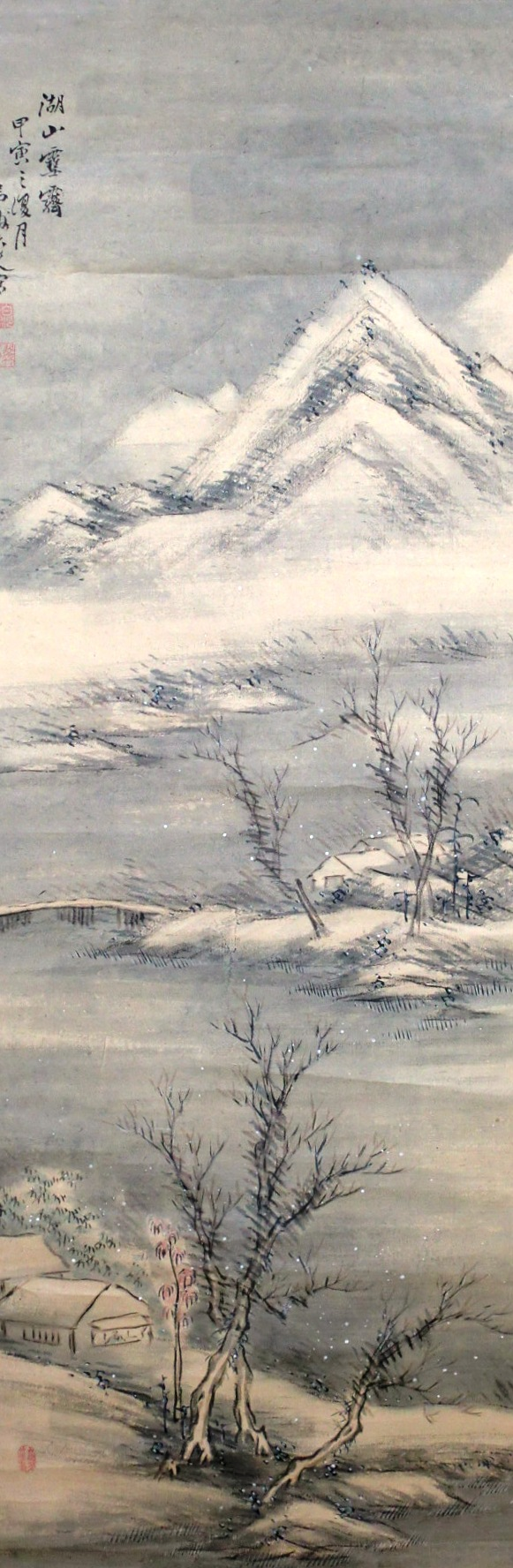
Landschaft 2